# Тибетский горал
Тибетский горал (Naemorhedus baileyi) — жвачное парнокопытное животное подсемейства козлов (Caprinae). Видовое латинское название дано в честь британского разведчика Фредерика Маршмана Бейли (1882—1976).
Этот вид обитает в северной части Мьянмы, Китае (юго-восток Тибета и Юньнань) и северо-востоке Индии (Аруначал-Прадеш). Этот вид встречается на высотах, выше чем большинство горалов, от 2000 до 4500 метров над уровнем моря. Обитает в лесах, испещренных скалами, кустарниками и лугами. Совершает сезонные миграции, перемещаясь в зимнее время (обычно с ноября по март), чтобы снизить высоту до смешанных лиственных и хвойных лесов или зарослей ниже снеговой линии.
Горалы ведут дневной образ жизни, и наиболее активные рано утром и поздно вечером, но могут быть активными в течение дня в пасмурные дни. Питание состоит главным образом из лишайников, однако, этот горал также питается травой и сорняками, а также тонкими стеблями, листьями и ветвями кустарников, хотя никаких долгосрочных исследований по питанию не было сделано.
Этот вид ведёт, как правило, одиночный образ жизни, но иногда животных видят в небольших группах по 2-3, как правило, самка и её потомство, иногда сопровождается самцом или самкой с её потомством от двух предыдущих лет. Спаривание происходит в декабре, а детёныши рождаются в июне. Продолжительность беременности составляет 170—218 дней, с одним рождённым. Самцы и самки достигают половой зрелости примерно в три года, с длительностью до 15 лет или около того.